# Ctenidium (thực vật)
Ctenidium là một chi rêu thuộc họ Rêu tro.
Chi này được Wilhelm Philippe Schimper mô tả năm.
Chi này phân bố toàn cầu.
Loài:
- Ctenidium molluscum Mitten, 1869